# Nagarawangi (Cihideung)
Nagarawangi is een bestuurslaag in het regentschap Kota Tasikmalaya van de provincie West-Java, Indonesië. Nagarawangi telt 7003 inwoners (volkstelling 2010).